# Héctor Hernández
Héctor Hernández García (ur. 6 grudnia 1935 w Guadalajarze, zm. 15 czerwca 1984) – meksykański piłkarz występujący na pozycji pomocnika. Trener piłkarski.

## Kariera klubowa
Hernández karierę rozpoczynał w 1954 roku w zespole CD Oro. W 1956 roku wywalczył z nim wicemistrzostwo Meksyku. W Oro występował przez cztery lata, a potem przeszedł do Chivas de Guadalajara. W ciągu ośmiu lat gry dla tego klubu, sześć razy zdobył z nim mistrzostwo Meksyku (1959, 1960, 1961, 1962, 1964, 1965), a także raz Puchar Meksyku (1963). W 1966 roku odszedł do Jabatos Nuevo León, gdzie rok później zakończył karierę.

## Kariera reprezentacyjna
W reprezentacji Meksyku Hernández grał w latach 1956-1962. W 1962 roku został powołany do kadry na Mistrzostwa Świata. Zagrał na nich w meczach z Brazylią (0:2), Hiszpanią (0:1) oraz Związkiem Radzieckim (3:1, gol), a Meksyk zakończył turniej na fazie grupowej.